# Десагуадеро (река, впадает в Поопо)
Десагуаде́ро (исп. Río Desaguadero — «обезвоживающая») — единственная река, вытекающая из озера Титикака. Крупнейшая река Альтиплано. Вытекает из южной части Титикаки и течёт к озеру Поопо на западе Боливии. Около истока по Десагуадеро проходит граница Перу и Боливии. Десагуадеро обеспечивает сток лишь десятой части от притока воды в озеро Титикака. В верхнем течении пресна и судоходна, но, проходя через засоленные земли, мелеет и становится солёной.
Общая протяжённость реки составляет 436 км, из которых 14 км являются естественной границей между Перу и Боливией. В истоке из озера Титикака река формирует озеро Агуальямая (Laguna Aguallamaya) площадью 96 км².
До 1959 года река Десагуадеро впадала непосредственно в озеро Поопо, однако её дельта стала сильно забиваться наносами, из-за чего река сменила русло и образовала около города Оруро новое озеро Уру-Уру. Впоследствии Уру-Уру соединилось протокой с Поопо. После возникновения нового озера климатические условия в городе Оруро смягчились, а блуждание реки Десагуадеро привело к усыханию озера Поопо, уже к 1966 году его площадь сократилась вдвое.
В последние годы при поддержке Европейского союза был разработан генеральный план по управлению водными ресурсами на всей территории бассейна реки.